# Mister Gay Belgium

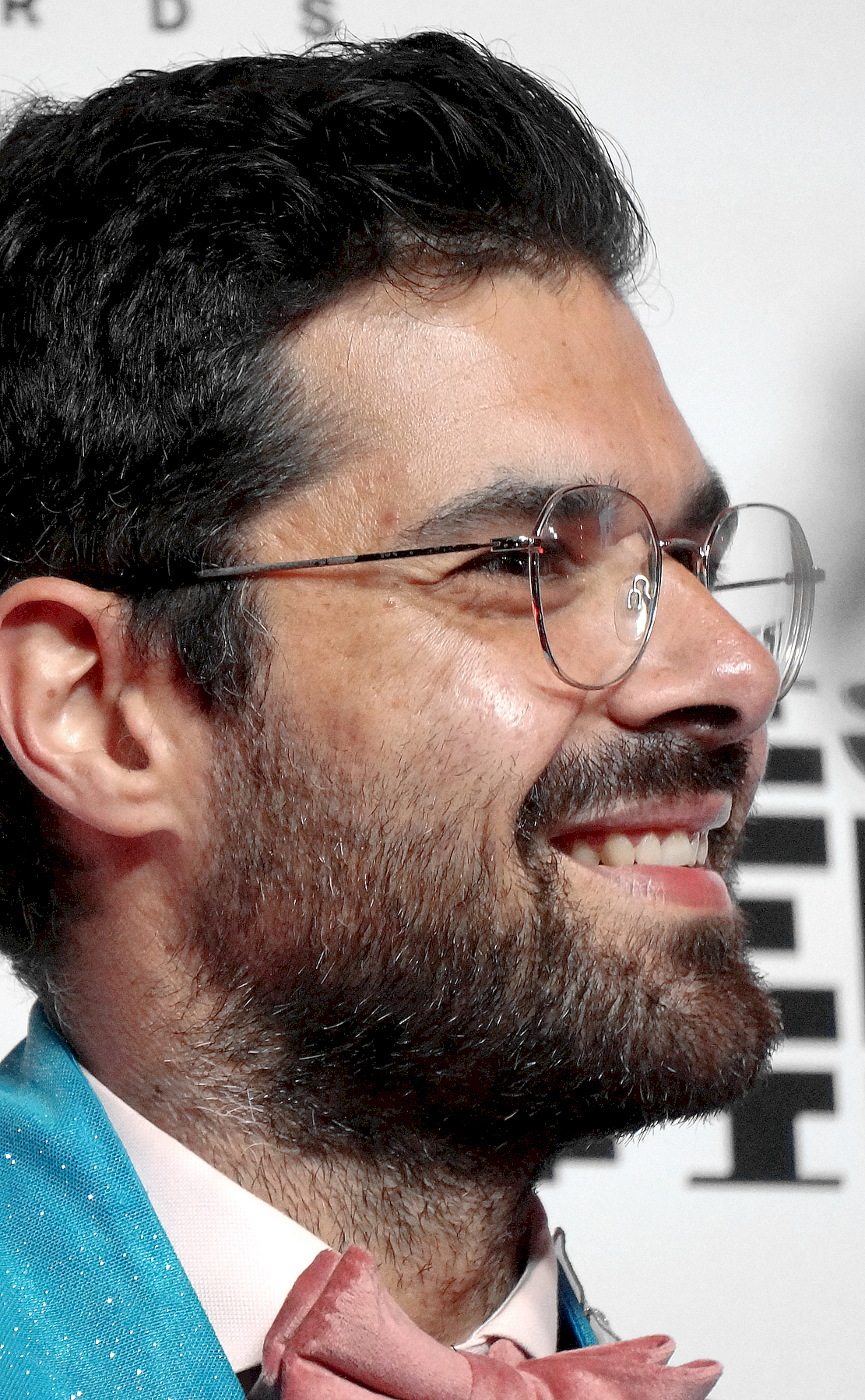
Mister Gay Belgium Imran Nawaz

Mister Gay Belgium is een jaarlijkse wedstrijd voor homoseksuele mannen die sinds 2013 wordt georganiseerd. Tot 2015 gebeurde dat onder de naam Mister Gay Vlaanderen.
De winnaar ontvangt een sjerp en mag de titel Mister Gay Belgium dragen. Hij fungeert daarmee als vertegenwoordiger van de Belgische holebi- en transgendergemeenschap en mag België vertegenwoordigen bij de internationale Mister Gay Europe & Mister Gay World-verkiezing.

## Finales en winnaars
Dit overzicht is mogelijk incompleet; u kunt helpen door het uit te breiden.
| Jaar | Datum       | Locatie                          | Winnaar            | Gemeente    | Opmerking                         |
| ---- | ----------- | -------------------------------- | ------------------ | ----------- | --------------------------------- |
| 2013 | 28 juni     | D-Club te Antwerpen              | Tom Goris          | Tremelo     |                                   |
| 2014 | 28 juni     | Sint-Augustinuskerk te Antwerpen | Willem Joris       | Leuven      |                                   |
| 2015 | 29 mei      | Theater Elckerlyc te Antwerpen   | Skelte Willems     | Aarschot    | 6de plaats op Mister Gay World    |
| 2016 | 28 mei      | Theater Elckerlyc te Antwerpen   | Raf Van Puymbroeck | Vosselaar   | won nadien ook Mr Gay Europe      |
| 2017 | 27 mei      | Theater Elckerlyc te Antwerpen   | Jaimie Deblieck    | Roeselare   |                                   |
| 2018 | 2 juni      | Theater Elckerlyc te Antwerpen   | Bart Hesters       | Lochristi   |                                   |
| 2019 | 1 juni      | Theater Elckerlyc te Antwerpen   | Matthias De Roover | Lokeren     |                                   |
| 2020 | 17 oktober  | Theater Elckerlyc te Antwerpen   | Joren Houtevels    | Leuven      |                                   |
| 2021 | -           | -                                | -                  | -           | Afgelast wegens de coronapandemie |
| 2022 | 12 november | Theater Elckerlyc te Antwerpen   | Maarten Truijen    | Kinrooi     |                                   |
| 2024 | 24 augustus | Play Zuid te Antwerpen           | Imran Nawaz        | Rijkevorsel |                                   |